# Marudo
Marudo – miejscowość i gmina we Włoszech, w regionie Lombardia, w prowincji Lodi.
Według danych na rok 2004 gminę zamieszkuje 1166 osób, 291,5 os./km².